# Gilles Delion
Gilles Delion (Saint-Étienne, 5 d'agost de 1966) va ser un ciclista francès, que fou professional entre 1988 i 1996. Les seves viictòries més importants foren la Volta a Llombardia de 1990, una etapa al Tour de França i la Clàssica dels Alps de 1992. El 1990 guanyà el mallot blanc com a millor jove del Tour de França.

## Palmarès
- 1986
  - 1r a la Stuttgart–Estrasburg
- 1989
  - 1r al Gran Premi de Lugano
- 1990
  - 1r a la Volta a Llombardia
  - Vencedor d'una etapa del Critèrium Internacional
  -  1r de la Classificació dels joves del Tour de França
- 1992
  - 1r a la Clàssica dels Alps
  - Vencedor d'una etapa del Tour de França
- 1993
  - Vencedor de 2 etapes de la Mi-Août Bretonne
- 1994
  - 1r al Gran Premi de Rennes
  - 1r al Gran Premi d'Obertura La Marseillaise
  - Vencedor d'una etapa del Tour de l'Ain

### Resultats al Tour de França
- 1990. 15è de la classificació general.  1r de la Classificació dels joves
- 1991. 21è de la classificació general
- 1992. 58è de la classificació general
- 1995. Fora de control (13a etapa)

### Resultats a la Volta a Espanya
- 1995. Abandona (5a etapa)